# Campeonato Mundial de Ciclismo en Ruta de 1994
Los Campeonatos Mundiales de Ciclismo de 1994 se disputaron del 21 al 28 de agosto de 1994 a Agrigento, Sicilia, Italia. Esta es la última edición en que se disputaron los campeonatos del mundo de contrarreloj por equipos, al mismo tiempo que fue la primera edición en que se disputó la contrarreloj individual, tanto en hombres como en mujeres.

## Resultados
| Evento                     | Oro                                                                                    | Oro       | Plata                                                                                | Plata    | Bronce                                                                           | Bronce   |
| -------------------------- | -------------------------------------------------------------------------------------- | --------- | ------------------------------------------------------------------------------------ | -------- | -------------------------------------------------------------------------------- | -------- |
| Pruebas masculinas         |                                                                                        |           |                                                                                      |          |                                                                                  |          |
| Hombres - carrera en línea | Luc Leblanc Francia                                                                    | 6h33'59"  | Claudio Chiappucci · Italia                                                          | + 0'09"  | Richard Virenque Francia                                                         | s.t.     |
| Hombres- contrarreloj      | Chris Boardman Reino Unido                                                             | 49' 39"   | Andrea Chiurato · Italia                                                             | + 0' 49" | Jan Ullrich · Alemania                                                           | + 1' 50" |
| Contrarreloj por equipos   | Italia · Salvato, Contri, Colombo, Andriotto                                           | -         | Francia Anti, Bozzi, Derame, Moreau                                                  | -        | Alemania · Grabsch, Peschel, Rich, Schaffrath                                    | -        |
| Amateur - carrera en línea | Alex Pedersen Dinamarca                                                                | -         | Milan Dvorscik · Eslovaquia                                                          | -        | Christophe Mengin Francia                                                        | -        |
| Pruebas femeninas          |                                                                                        |           |                                                                                      |          |                                                                                  |          |
| Mujeres - carrera en línea | Monica Valvik · Noruega                                                                | 2h 8' 03" | Patsy Maegerman · Bélgica                                                            | s.t.     | Jeanne Golay Estados Unidos                                                      | s.t.     |
| Mujeres - contrarreloj     | Karen Kurreck Estados Unidos                                                           | -         | Anne Samplonius · Canadá                                                             | -        | Jeannie Longo Francia                                                            | -        |
| Contrarreloj por equipos   | Rusia · Olga Sokolova, Svetlana Bubnenkova, Valentina Polkhanova, Aleksandra Koliaseva | -         | Lituania · Jolanta Polikevičiūtė, Rasa Polikevičiūtė, Diana Ziliute, Liuda Triabaite | -        | Estados Unidos Deirdre Demet-Barry, Eve Stephenson, Jeannie Golay, Alison Dunlap | -        |